# Аврамов Павло Васильович
Павло́ Васи́льович Авра́мов (Абрамов) (*1790 або 1791 — †5 листопада (17 листопада) 1836) — військовик, полковник (з 1823), декабрист. Кавалер орденів святого Володимира 4-го ступеня (1813) та святої Анни 2-го ступеня (1821).

## Біографічні дані
Походив з дворян Петербурзької губернії. Від 1798 р. навчався в 1-му кадетському корпусі (Санкт-Петербург). В 1806 став офіцером. В 1819 р. був призначений старшим ад'ютантом до головного штабу 2-ї армії у містечку Тульчин. В 1822 р. був призначений начальником навчального батальйону, невдовзі — командиром Казанського піхотного полку, який був розміщений в західній частині Київської губернії.
В 1819 р. був членом «Союзу благоденства», а в 1821 став одним із засновників Південного товариства. Не зізнався в цьому на допиті, вчиненому йому у грудні 1825 на тульчинській головній армійській квартирі. 23(11) січня 1826 р. у С.-Петербурзі був заарештований. До 9 лютого (18 січня) 1827 р. утримувався в Петропавловській фортеці. Засуджений за 4-м розрядом на 15-річну каторжну працю, конфірмований на 12-літню (невдовзі на третину скорочену). Від березня 1827 р перебував у Читинському острозі, від осені 1830 — на Петровському заводі (нині м. Петровськ-Забайкальський, РФ). У 1833 р. був переведений на поселення до Чити, а далі — до Акшинського укріплення (нині с. Акша Читинської об., РФ), де й помер.